# Toru Oniki
Toru Oniki - em japonês:  鬼木 達, transl. Oniki Tōru (Funabashi, 20 de abril de 1974) é um ex-futebolista e treinador de futebol japonês. Atualmente comanda o Kashima Antlers.

## Carreira
Como jogador, Oniki era meio-campista e defendeu apenas 2 clubes em sua carreira, o Kashima Antlers (27 jogos e 1 gol entre 1993 e 1999) e o Kawasaki Frontale (160 partidas e 2 gols; em 1998, jogou por empréstimo). Sem jogar nenhuma vez na temporada 2006, decidiu se aposentar aos 32 anos de idade.

## Carreira como treinador
Já aposentado, Oniki virou auxiliar-técnico do Frontale, função que exerceria até 2016; durante seu período no cargo, comandavam os Golfinhos Takashi Sekizuka, Tsutomu Takahata, Naoki Soma, Tatsuya Mochizuki e Yahiro Kazama, a quem substituiu no banco de reservas em 2017, ano em que levou o Frontale ao inédito título da J-League, repetindo o feito em 2018. Voltaria a vencer o Campeonato Japonês de forma consecutiva em 2020 e 2021.
Além do tetracampeonato nacional, venceu também 2 edições da Copa do Imperador, uma Copa da Liga Japonesa e 3 Supercopas.

## Estatísticas como jogador
- Kashima Antlers: 27 partidas e um gol entre 1993 e 1999
- Kawasaki Frontale: 27 partidas e um gol em 1998 (empréstimo); 133 jogos e um gol entre 2000 e 2006

## Títulos
Como treinador:

Kawasaki Frontale:
- Campeonato Japonês: 2017, 2018, 2020, 2021
- Copa do Imperador: 2020, 2023
- Copa da Liga Japonesa: 2019
- Supercopa do Japão: 2019, 2021, 2024